# Aristolochia ehrenbergiana
Aristolochia ehrenbergiana är en piprankeväxtart som beskrevs av Adelbert von Chamisso. Aristolochia ehrenbergiana ingår i släktet piprankor, och familjen piprankeväxter. Inga underarter finns listade i Catalogue of Life.